# Heliomata
Heliomata là một chi bướm đêm thuộc họ Geometridae.